# بريت غرانت
بريت غرانت (بالإنجليزية: Britt Grant)‏ هي قاضية أمريكية، ولدت في 1 فبراير 1978 في أتلانتا في الولايات المتحدة.